# Hemp Museum Gallery
L'Hash Marihuana & Hemp Museum è un museo situato a Barcellona dedicato alla cultura della cannabis. È stato aperto il 9 maggio 2012.

## Costruzione
Il museo si trova nel Palazzo Mornau, una casa costruita dalla famiglia Santcliment nel XVI secolo e si trova nel centro storico di Barcellona, al numero civico 35 della Calle Ample. Alla fine del XVIII secolo, Josep Francesc Mornau, commissario onorario per la guerra del Regio Esercito Spagnolo, acquistò la tenuta e la riformò. All'inizio del XX secolo l'ereditò Lluís Nadal i Artós, nipote del sindaco di Barcellona Josep Maria Nadal i Vilardaga, il quale ordinò una ristrutturazione all'architetto modernista Manuel Joaquim Raspall i Mayol, nella quale spiccano i lavori in ferro battuto e vetro colorato, soprattutto la galleria del primo piano. All'interno, risaltano il lavoro del soffitto, il magnifico camino nel salone ed il cortile interno, coperto da un lucernario piombato. Lo stabile dispone di 482 metri quadrati.

## Storia
Ben Dronkers fondò il Marihuana Hash & Hemp Museum ad Amsterdam e dopodiché aprì una replica del museo a Barcellona. Il museo racconta la storia della pianta nel corso degli ultimi secoli, sottolineando che è la "penicillina del futuro" a causa del suo utilizzo nel mondo della medicina.

## Collezione
La collezione permanente è composta da oltre 8.000 oggetti relativi alla canapa. Dalla coltivazione al consumo, da antichi rituali alla medicina moderna, tutti gli aspetti della cannabis nella cultura sono rappresentati in un modo o nell'altro.